# Lijst van burgemeesters van Boskoop
Dit is een lijst van burgemeesters van de voormalige Nederlandse gemeente Boskoop in de provincie Zuid-Holland die per 1 januari 2014 is opgegaan in de gemeente Alphen aan den Rijn.

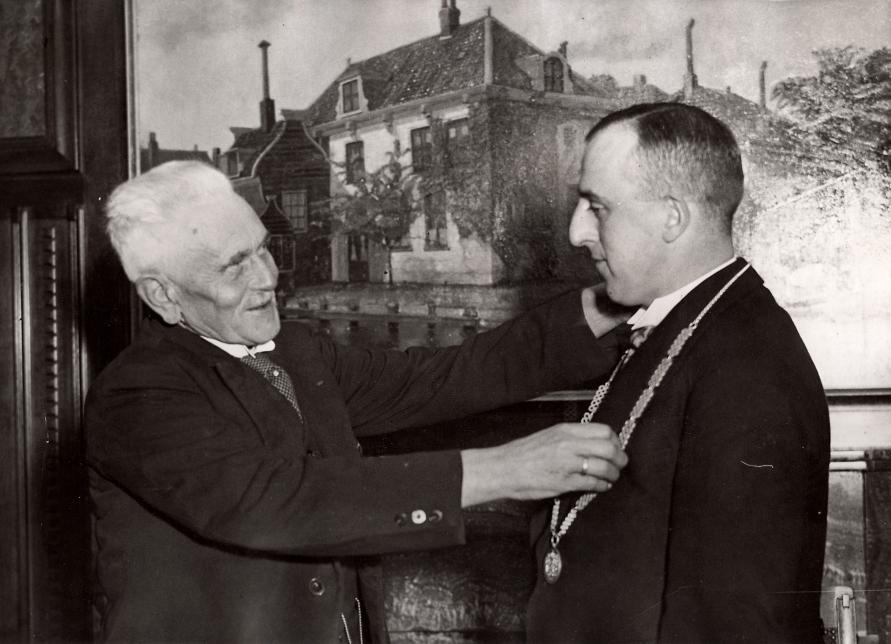
Installatie E.P. Verkerk als burgemeester van Boskoop (1933)

| Ambtsperiode | Naam burgemeester                                                       | Partij of stroming | Bijzonderheden                                                          |
| ------------ | ----------------------------------------------------------------------- | ------------------ | ----------------------------------------------------------------------- |
| 1811 - 1817  | Anthony Medenblik                                                       |                    | maire en president van het gemeentebestuur                              |
| 1817 - 1832  | Rutger (R.) Ouwens                                                      |                    | eerst schout, vanaf 1825 burgemeester                                   |
| 1832 - 1835  | Christoffel Jan van Bell                                                |                    | tevens burgemeester van Zuidwijk                                        |
| 1835 - 1867  | Willen Huijgens Tholen                                                  |                    |                                                                         |
| 1867 - 1871  | mr J.A. Vorstman                                                        |                    |                                                                         |
| 1871 - 1875  | J.H. van Marselis Hartsinck                                             |                    | later burgemeester van Ermelo                                           |
| 1875 - 1880  | Dirk Bakker                                                             |                    | later burgemeester van Capelle aan den IJssel                           |
| 1880 - 1884  | Franc Diederik Albert Otto Ernst van Halteren van Vrijenes en Sluipwijk |                    |                                                                         |
| 1884 - 1895  | Hendrik le Coultre                                                      |                    | later burgemeester van Bodegraven                                       |
| 1895 - 1901  | E.G.C. de Groot van Embden                                              |                    | later burgemeester van Zaltbommel en van Stad Doetinchem                |
| 1901 - 1902  | mr Dirk Anthonie van Eck                                                | socialist          | vh. burgemeester van Mijnsheerenland en Westmaas                        |
| 1902 - 1904  | Christiaan Rupke                                                        |                    |                                                                         |
| 1905 - 1910  | Willem Swaan                                                            | CHU                | vh. volontair ter secretarie te Loosduinen en commissionair in effecten |
| 1911         | Pieter Hermanus Gijsbertus Montenberg                                   |                    | vh. burgemeester van Breskens                                           |
| 1911 - 1915  | Jan Grootenhuis                                                         | CHU                | was burgemeester van Scheemda, later burgemeester van Rilland-Bath      |
| 1915 - 1919  | Victor Henri Rutgers                                                    | ARP                |                                                                         |
| 1919 - 1922  | Willem Petrus Jacobus Duval Slothouwer                                  | CHU                | was burgemeester van Uithuizermeeden, later burgemeester van Doetinchem |
| 1923 - 1933  | Pieter Adriaan Colijn                                                   | ARP                | later burgemeester van Alphen aan den Rijn                              |
| 1933 - 1944? | mr. Ep (E.P.) Verkerk                                                   | ARP                | vh. burgemeester van Hedel en Kerkwijk                                  |
| 1945         | Andries Pieter Lambert Bia                                              | NSB                | vh. burgemeester van Ooltgensplaat                                      |
| 1945 - 1964  | mr Ep (E.P.) Verkerk                                                    | ARP                |                                                                         |
| 1965 - 1977  | Godert (G.W.) baron van Dedem                                           | CHU                | vh. burgemeester van Heerjansdam                                        |
| 1977 - 1988  | Jan (J.H.) Reinders                                                     | CHU / CDA          | vh. burgemeester van Willemstad                                         |
| 1988 - 1998  | Jaap (J.J.) Spros                                                       | CDA                | vh. burgemeester van Winsum, later burgemeester van Veenendaal          |
| 1998         | Loudi (L.E.) Stolker-Nanninga                                           | PvdA               | waarnemend burgemeester                                                 |
| 1998 - 2013  | Coos (J.) Rijsdijk                                                      | PvdA               | (gemeente opgegaan in Alphen aan den Rijn)                              |